# IK Sleipner
Az IK Sleipner, teljes nevén Idrottsklubben Sleipner egy svéd labdarúgócsapat. A klubot 1903-ban alapították, jelenleg a harmadosztályban szerepel.

## Jelenlegi keret
2009. június 19. szerint.
| #  |     | Poszt | Név               |
| -- | --- | ----- | ----------------- |
| 1  | SWE | K     | Robin Ahlberg     |
| 2  | SWE | V     | Philip Ahlstrand  |
| 3  | SWE | V     | Andreas Melker    |
| 4  | SWE | V     | Olle Hallström    |
| 5  | SWE | V     | Rasim Mehmedi     |
| 6  | SWE | V     | Joel Wallerius    |
| 7  | SWE | V     | Semir Ajanic      |
| 8  | SWE | KP    | Mikael Andersson  |
| 9  | SWE | KP    | Jonnie Kjellberg  |
| 10 | SWE | CS    | Mohammad Tadayon  |
| 11 | SWE | KP    | Tobias Rickhammar |
| 12 | SWE | CS    | Stefan Persson    |
| 13 | SWE | KP    | Esat Jashari      |

| #  |       | Poszt | Név                                               |
| -- | ----- | ----- | ------------------------------------------------- |
| 14 | SWE   | V     | Calle Svensson                                    |
| 15 | Kenya | KP    | Valdo Nyabaro                                     |
| 16 | SWE   | KP    | Alexander Radesjö                                 |
| 17 | SWE   | KP    | Peter Skoog                                       |
| 18 | SWE   | CS    | Fredrik Pettersson                                |
| 19 | Kenya | CS    | Sunday Eyenga                                     |
| 20 | Kenya | CS    | Pagguy Zunda                                      |
| 21 | SWE   | V     | Thomas Magnusson                                  |
| 22 | SWE   | K     | Bill Halvorsen (kölcsönben az Åtvidabergs FF-től) |
| 23 | SWE   | KP    | Mehmet Mehmet                                     |
| 33 | SWE   | K     | Sasa Sjanic                                       |
| —  | SWE   | KP    | Tonton Zola Moukoko                               |

## Sikerek
- Allsvenskan:
  - Győztes (1): 1937–38
  - Második (1): 936–37

- Svéd labdarúgókupa:
  - Döntős (1): 1941

## Külső hivatkozások
- Hivatalos weboldal (svédül)
- SvenskFotboll.se - IK Sleipner